# Carlton Holmes

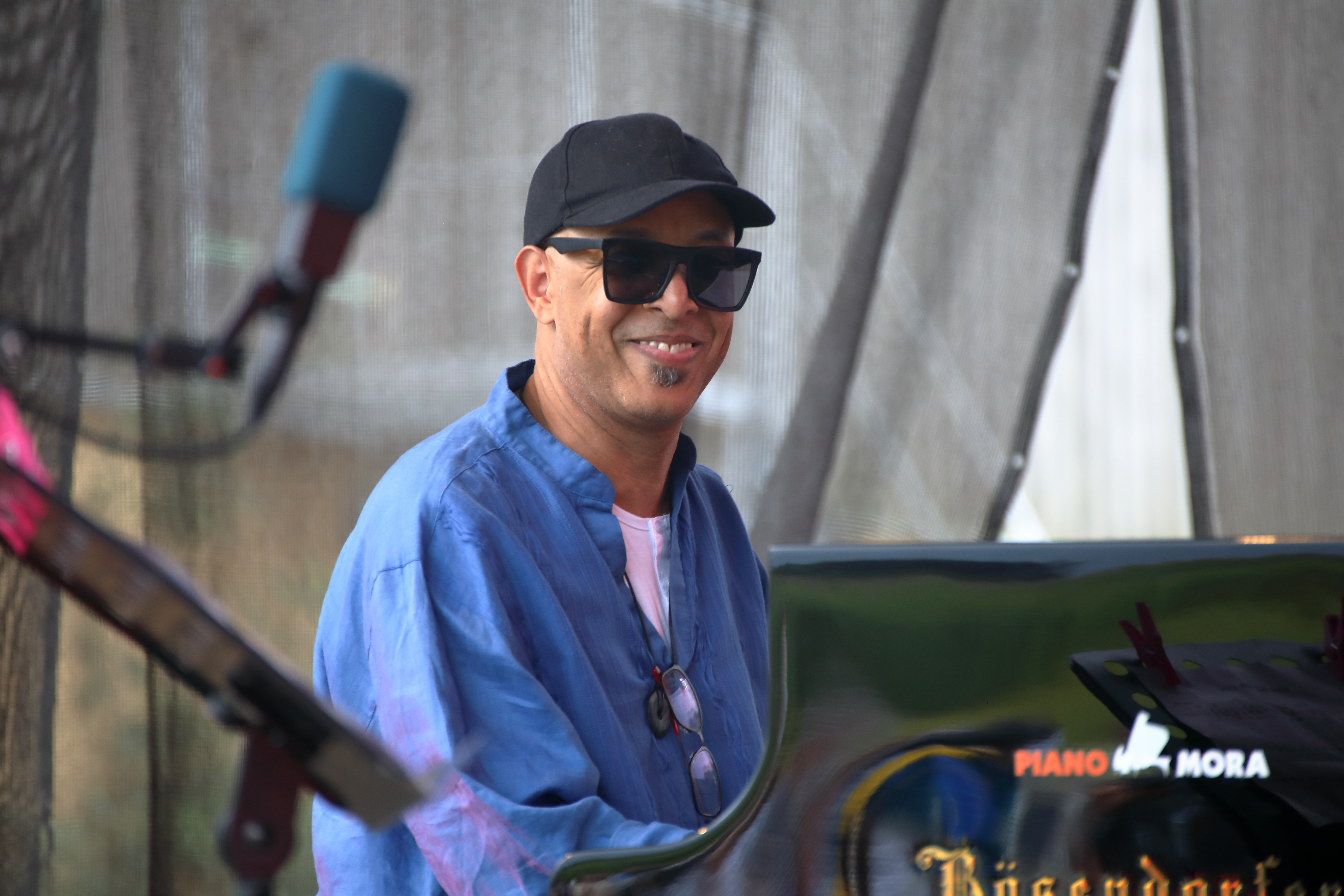
Carlton Holmes auf dem INNtöne Jazzfestival 2020

Carlton Holmes (* 21. August 1964 in Michigan) ist ein US-amerikanischer Jazzmusiker (Piano, Komposition).

## Leben und Wirken
Holmes, der in Seattle und Albuquerque aufwuchs, erhielt erste musikalische Ausbildung im Alter von acht Jahren. Nachdem er zunächst Trompete, dann Schlagzeug spielte, begann er im Alter von elf Jahren mit Klavierunterricht. Im Alter von 15 Jahren spielte Carlton bereits professionell. In seiner Jugend erhielt er mehrere Auszeichnungen als bester Solist bei den Wettbewerben der All State Jazz Band. 1986 zog er nach New York City, um Musik an der Manhattan School of Music zu studieren. Seitdem spielte er in der Jazzszene der Stadt mit Musikern wie Max Roach, Michael Carvin, Branford Marsalis, Donald Byrd und Dianne Reeves. Mit Bill Kirchner entstanden 1990 erste Aufnahmen  (Trance Dance), des Weiteren mit Michael Carvin (Each One Teach One), Carola Grey, Carlos Garnett (Resurgence, 1995), Cindy Blackman (Works On Canvas, 1999), Dan Faulk sowie bei Dion Parson & 21st Century Band.
Weiterhin fungierte Holmes als Begleitmusiker für Sängerinnen wie Teraesa Vinson, Cecilia Smith, Erika Matsuo, Regina Belle, Jaine Rogers, Mansur Scott und Alexis Morrast; zudem arbeitete er für Ronny Jordan. 2009 nahm er unter eigenem Namen das Album You Me and I auf. In Deutschland trat Holmes zunächst mit einem Soloprogramm 2014 beim INNtöne Jazzfestival und 2016 in Passau auf; dort spielte er 2019 im Duett mit dem Posaunisten Paul Zauner. Im Bereich des Jazz war er laut Tom Lord zwischen 1990 und 2016 an 39 Aufnahmesessions beteiligt, zuletzt bei Howard Johnson & Gravity (Testimony).